# 4820 Fay
A 4820 Fay (ideiglenes jelöléssel 1985 RZ) a Naprendszer kisbolygóövében található aszteroida. Carolyn Shoemaker fedezte fel 1985. szeptember 15-én.